# Jerzy Juchnowski
Jerzy Wiktor Juchnowski (ur. 1951 r. w Trzebnicy) – polski historyk, politolog, specjalizujący się w historii myśli politycznej i historii najnowszej; nauczyciel akademicki związany z uczelniami we Wrocławiu i Lesznie.

## Życiorys
Urodził się w 1951 roku w Trzebnicy, gdzie spędził swoje dzieciństwo i wczesne lata młodości. Tam też ukończył szkołę podstawową oraz I Liceum Ogólnokształcące, gdzie w 1969 roku zdał egzamin dojrzałości. Wkrótce potem podjął studia historyczne na Uniwersytecie Wrocławskim zakończone magisterium w 1975 roku. Zawodowo związał się z macierzystą uczelnią. W 1983 roku uzyskał stopień naukowy doktora nauk humanistycznych. Z kolei w 1998 roku otrzymał stopień naukowy doktora habilitowanego nauk humanistycznych w zakresie nauk o polityce na podstawie pracy pt. Polski ruch socjalistyczny wobec Niemiec okresu Republiki Weimarskiej 1919–1932. W 2014 roku prezydent Polski Bronisław Komorowski nadał mu tytuł profesora nauk społecznych.
W Instytucie Politologii Uniwersytetu Wrocławskiego w którym jest zatrudniony od 1975 roku przeszedł przez wszystkie szczeble kariery zawodowej od stanowiska asystenta po profesora nadzwyczajnego. Poza działalnością dydaktyczno-naukową pełnił także istotne funkcję organizacyjne. W latach 1984–1987 był wicedyrektorem Instytutu Nauk Politycznych ds. dydaktycznych. Od 2002 roku kieruje tam Zakładem Historii Najnowszej i Ruchów Społecznych. W latach 2002–2007 zajmował stanowisko prodziekana, a następnie do 2016 roku przez dwie kadencje dziekana Wydziału Nauk Społecznych. Ponadto jest członkiem ogólnouczelnianego Senatu. Poza tym przez pewien czas pracował w Katedrze Nauk Społecznych na Wydziale Ekonomiczno-Menedżerskim Wyższej Szkoły Handlowej we Wrocławiu oraz Instytucie Ekonomii i Turystyki Państwowej Wyższej Szkole Zawodowej im. Jana Amosa Komeńskiego w Lesznie.
Otrzymał Srebrny (2011) i Złoty (2017) Krzyż Zasługi.

## Dorobek naukowy
Zainteresowania naukowo-badawcze Jerzego Juchnowskiego koncentrują się wokół tematyki związanej z polską i europejską myślą polityczną w aspekcie historycznym i współczesnym, najnowszą historią stosunków międzynarodowych, problematyką integracji europejskiej oraz dziejami najnowszymi Dolnego Śląska. Do jego najważniejszych publikacji należą:
- The Image of «White» and «Red» Russia in the Polish Political Thought of the 19th and 20th Century: Analogies and Parallels, Peter Lang GmbH, Berlin – Bruksela 2018; współautor
- Europa. Idee, koncepcje, rzeczywistość, Kraków 2016; współredaktor
- The Concept of State and Nation in Polish Political Thought in the Period of War and Occupation (1939–1945), Toruń 2015; współautor
- Istota państwa w zachodnioeuropejskiej myśli politycznej. Od polis do państwa narodowego, Warszawa 2013.
- Z archiwum politycznego profesora Stanisława Kota. Polska myśl polityczna XX wieku. Materiały źródłowe z komentarzem, Toruń 2013; współredaktor naukowy
- The Concept of State in Polish Political Thought in The Period 1918–1939, Toruń 2013; współautor.
- Współczesna teoria i praktyka badań społecznych i humanistycznych, Toruń 2013; współredaktor naukowy.
- Studia z nauk społecznych i humanistycznych, Wrocław 2008; wspólredaktor
- Europa Środkowo-Wschodnia w polskiej myśli politycznej, Wrocław 2004; współredaktor.
- Europa i integracja europejska w polskiej myśli politycznej XX wieku, Wrocław 2003; współredaktor naukowy
- Polska myśl polityczna XX wieku. Wybór tekstów źródłowych z komentarzem, Legnica 2003; współredaktor naukowy
- Polska myśl polityczna XIX wieku. Wybór tekstów źródłowych z komentarzem, Wrocław 1999;  współredaktor naukowy
- Polski ruch socjalistyczny wobec Niemiec okresu Republiki Weimarskiej 1919–1932, Wrocław 1997
- Polish Media in the Light of the Conflicts and Controversies between NATO Members after the Year 1989 (on the Example of the Greek and Turkish Conflicts of Cyprus), Wrocław 1999
- Dylematy i poszukiwania. Studia nad myślą polityczną PPS w latach 1939–1948, Wrocław 1991; współautor
- Koncepcje polityki międzynarodowej polskiego ruchu socjalistycznego w latach 1939–1945, Wrocław 1987; opublikowany doktorat
- Stronnictwo Demokratyczne na Dolnym Śląsku w latach 1945–1975, Warszawa 1980; współautor